# Athamanta montana
Athamanta montana är en växtart i släktet Athamanta och familjen flockblommiga växter.
Athamanta montana är en perenn art som är endemisk för Kanarieöarna. Arten beskrevs först av Philip Barker Webb och Hermann Konrad Heinrich Christ, och fick sitt nu gällande namn av Krzysztof Spalik, Aneta Wojewódzka och Stephen R. Downie.